# Hydropus kauffmanii
Hydropus kauffmanii är en svampart som först beskrevs av A.H. Sm., och fick sitt nu gällande namn av P.-A. Moreau & Courtec. 2004. Hydropus kauffmanii ingår i släktet Hydropus och familjen Marasmiaceae.   Inga underarter finns listade i Catalogue of Life.